# تيتوس كوينكتيوس فلامينينوس

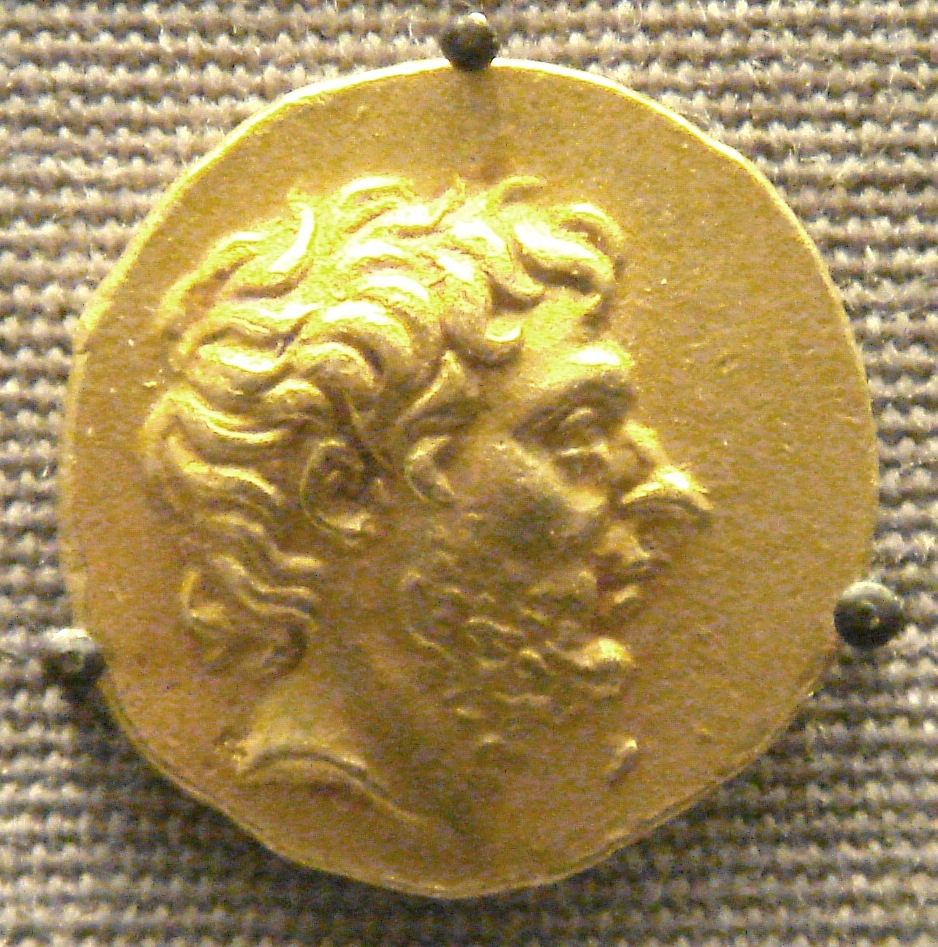
عملة تيتوس كوينكتيوس فلامينينوس. المتحف البريطاني.

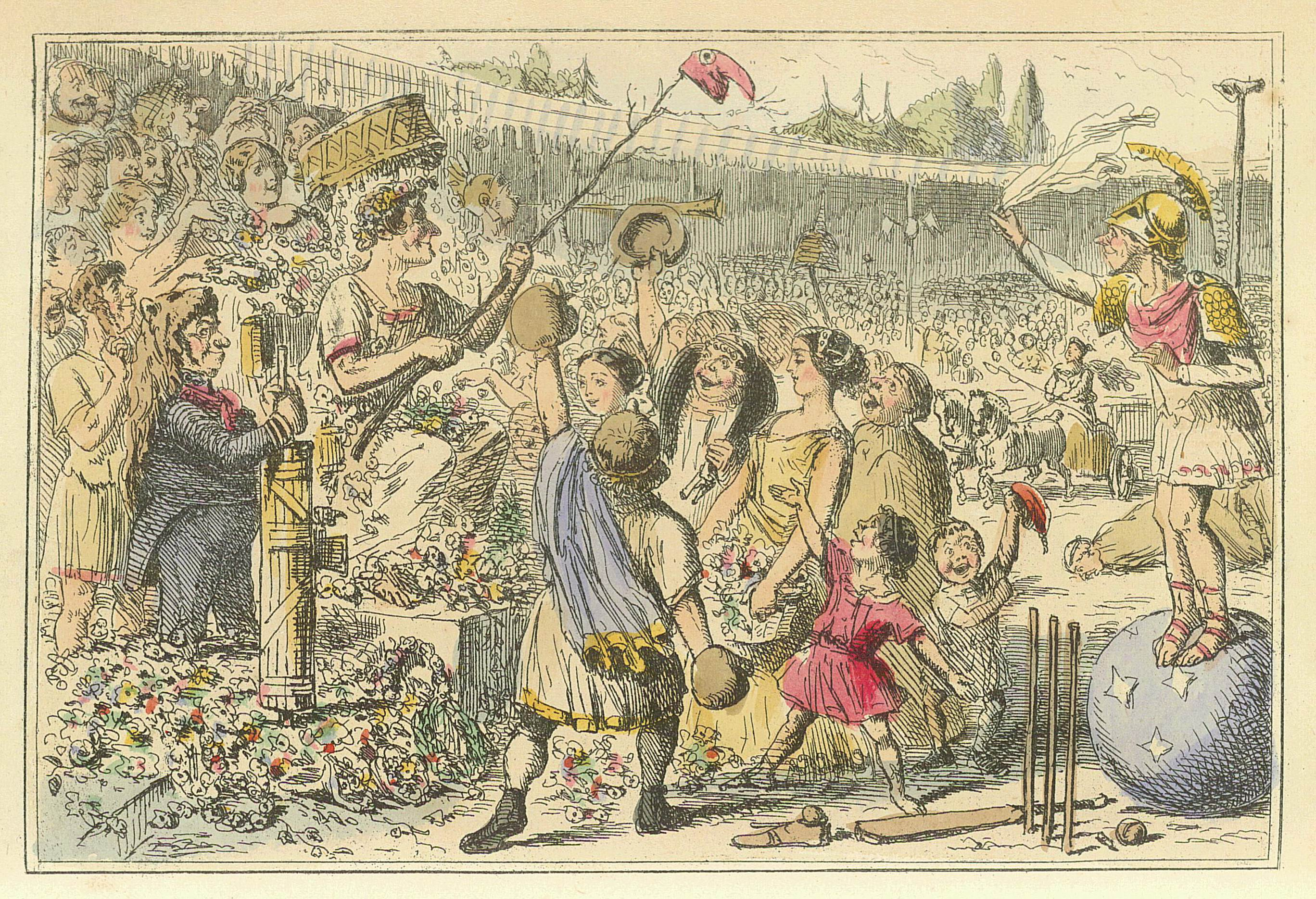
فلامينينوس يعيد لليونان حريتها في الألعاب البرزخية.

تيتوس كوينكتيوس فلامينينوس (باللاتينية: Titus Quinctius Flamininus) (حوالي 229 ق.م. – حوالي 174 ق.م.) كان سياسياً رومانياً وجنرال محوري في الفتح الروماني لليونان.
وفي عام 197 أوقع تيتس كونكتيوس فلامنينوس، وهو رجل ينتمي إلى ذلك الصنف من الأشراف الذين قلبوا بولبيوس مناصراً متحمساً للرومان، أوقع بفليب هزيمة منكرة عند سينوسفلي Cynoscephalea وسقطت على أثرها كل مقدونية- أو بالأحرى بلاد اليونان كلها- تحت رحمة رومة. وقد استاء من فلامنينوس أحلافه الإيتوليون (وقد ادعوا أنهم الذين كسبوا المعركة) لأنه سمح لفليب بعد أن أمن جانبه لشدة ضعفهِ، أن يحتفظ بعرشهِ واكتفى بأن فرض عليه غرامة باهظة واستولى على وسق سفينة من الأسلاب. وكانت حجة فلامنينوس في المطالبة بإبعاد فليب عن العرش أنه في حاجة إلى مقدونية لوقاية البلاد من البرابرة الضاربين في شمالها.
وكان القائد الروماني قد تعلم اللغة اليونانية في تارنتم ( وهو الاسم الذي أطلقه الرومان على تاراس) وعرف ما في الأدب اليوناني، والفلسفة اليونانية، والفن اليوناني من بهجة وروعة. ويبدو أنه كان يعتزم مخلصاً أن يحرر دول المدن اليونانية من سيطرة مقدونية، وأن يتيح لها كل فرصة تمكنها من أن تستمتع بالحرية والسلم. ولما استطاع بعد صعاب جمة أن يقنع المبعوثين الرومان بأن هذه خطة حكيمة، ذهب إلى الألعاب البرزخية في كورنثة (196)، حيث كان جميع العالم اليوناني الخطير الشأن مجتمعاً (وكان كل واحد يحدث جاره، على حد قول بولبيوس، بما يستطيع الرومان وقتئذ أن يفعلوه) وأعلن في الحاضرين على لسان منادٍ أن "مجلس الشيوخ الروماني، وأن تيتس كونكتيوس القنصل الأكبر بعد أن هزما الملك فليب والمقدونيين يتركان الأقوام الآتي ذكرهم بعد أحراراً، فلا يضعان في بلادهم حاميات عسكرية، ولا يطالبانهم بجزية، يحكمون أنفسهم بمقتضى قوانينهم. وهؤلاء الأقوام هم الكورنثيون، الفوقيون، واللكريون، والعوبيون، والآخيون الفثيوتيون، والمجنيزيون، والساليون، والبرهيبيون - أي جميع سكان بلاد اليونان القارية الذين لم يكونوا من قبل أحراراً. وصاح الجزء الأكبر من المجتمعين أن يعاد هذا النداء لأنهم لم يستطيعوا أن يصدقوا هذا الإجراء الذي أصبحوا بمقتضاه أحراراً والذي لم يعهدوا له من قبل مثيلاً. فلما أن أعاده المنادي "ارتفعت في الجو عاصفة من التهليل" على حد قول بولبيوس "ليس من السهل على من يستمعون هذه القصة الآن أن يتصوروا قوتها"(12). وارتاب الكثيرون منهم في صدق هذا الإعلان وفي إخلاص أصحابه فيهِ، وتوقعوا أن تكون من ورائه حيلة ماكرة، ولكن فلامنينوس شرع من ذلك اليوم ينقل الجنود اليونان من كورنثة، ولم تحل سنة 194 حتى كان جيشه كله قد عاد إلى إيطاليا. ورحبت به اليونان وعدته "منقذاً ومحرراً" وبدت مغتبطة سعيدة تعيش في آخر أيام حريتها.